# Jarosław Charłampowicz
Jarosław Charłampowicz (ur. 19 grudnia 1969 w Brzegu Dolnym) – polski polityk i samorządowiec, poseł na Sejm VII kadencji, w latach 2018–2021 przewodniczący Rady Miejskiej Wrocławia.

## Życiorys
Jest synem Andrzeja i Janiny. Ukończył w 2009 studia licencjackie z zakresu politologii w AlmaMer Szkole Wyższej w Warszawie, a w 2011 studia magisterskie na Wydziale Turystyki i Rekreacji tej samej uczelni. Był asystentem Grzegorza Schetyny, następnie od 2006 dyrektorem jego biura poselskiego. Był członkiem Unii Wolności, następnie przeszedł do Platformy Obywatelskiej. Został później sekretarzem i dyrektorem biura regionu dolnośląskiego tej partii. Był doradcą wojewody dolnośląskiego, a w 2011 objął stanowisko prezesa Dolnośląskiej Organizacji Turystycznej. Został też członkiem rady Polskiej Organizacji Turystycznej, a także członkiem rad nadzorczych różnych podmiotów (m.in. MPK Wrocław).
W 2002 bez powodzenia startował na radnego Wrocławia z listy komitetu Rafała Dutkiewicza (jako kandydat PO). W wyborach samorządowych w 2006 i w 2010 z listy Platformy Obywatelskiej uzyskiwał mandat radnego sejmiku dolnośląskiego. Był wiceprzewodniczącym sejmiku w III kadencji, w obu kadencjach pełnił funkcję przewodniczącego klubu radnych swojego ugrupowania.
W 2011 wystartował w wyborach parlamentarnych w 2011 (również jako przedstawiciel PO). Uzyskał mandat poselski, otrzymując 8399 głosów w okręgu wrocławskim. W 2015 nie został wybrany na kolejną kadencję. W 2018 wybrano go w skład wrocławskiej rady miejskiej, w której objął funkcję przewodniczącego. Został z niej odwołany w kwietniu 2021 głosami radnych opozycji i części radnych koalicji rządzącej. W 2024 bez powodzenia kandydował do sejmiku. W tym samym roku został koordynatorem ds. współpracy z samorządami w Departamencie Rozwoju Aglomeracji Urzędu Marszałkowskiego Województwa Dolnośląskiego.